# Дар'ївка (зупинний пункт)
Д́́ар'ївка (колишній роз'їзд 244 км) — залізничний зупинний пункт Шевченківської дирекції Одеської залізниці.
Розташований у західній частині місті Шпола Шполянського району Черкаської області на лінії Цвіткове — Багачеве, від станції Шпола 1,5 км.
На станції зупиняється тільки одна пара приміських поїздів Черкаси — Христинівка — Умань. Вихід до вулиць: Володарського, Забережна. Решта поїздів зупиняється тільки на центральній станції міста.